# Western Australian Open 1976
Il Western Australian Open 1976 è stato un torneo di tennis giocato sulla'erba. È stata la 7ª edizione del torneo, che fa parte dei Tornei di tennis maschili indipendenti nel 1976 e dei Tornei di tennis femminili indipendenti nel 1976. Si è giocato a Perth in Australia, dal 13 al 19 dicembre 1976.

## Campioni

### Singolare maschile
Ray Ruffels ha battuto in finale  Ross Case con il punteggio di 6–0 7–5 6–3

### Doppio maschile
Informazione non disponibile

### Singolare femminile
Wendy Turnbull ha battuto in finale  Renáta Tomanová con il punteggio di 6–3 6–4

### Doppio femminile
Informazione non disponibile